# NGC 2376
NGC 2376 ist eine Spiralgalaxie vom Hubble-Typ Sbc im Sternbild Zwillinge auf der Ekliptik. Sie ist schätzungsweise 239 Millionen Lichtjahre von der Milchstraße entfernt.
Das Objekt wurde am 10. November 1864 von dem Astronomen Albert Marth entdeckt.